# (32735) Стрекалов
(32735) Стрекалов (лат. Strekalov) — типичный астероид главного пояса, открыт 27 сентября 1978 года советским астрономом Людмилой Черных в Крымской астрофизической обсерватории и 17 ноября 2013 года назван в честь космонавта Геннадия Стрекалова.

## Обнаружение и именование
(32735) Стрекалов
Открыт 27 сентября 1978 года в Научном Л. И. Черных.
Геннадий Михайлович Стрекалов (1940—2004) — российский космонавт, который провёл в космосе 268 дней в ходе пяти полётов и совершил шесть выходов в открытый космос. Он был членом Академии космонавтики имени Циолковского, председателем Российского комитета защиты мира и президентом Ассоциации исследователей космоса.
Оригинальный текст (англ.)32735 Strekalov
Discovered 1978 Sept. 27 by L. I. Chernykh at Nauchnyj.
Gennady Mikhailovich Strekalov (1940—2004) was a Russian cosmonaut, who spent 268 days in space during five missions, and who performed six spacewalks. He was a member of the Tsiolkovsky Academy of Cosmonautics, Chairman of the Russian Peace Committee and President of the Association of Space Explorers.
Источники: MPC batch dated 2013-11-17; M.P.C. 85913.

## Орбита

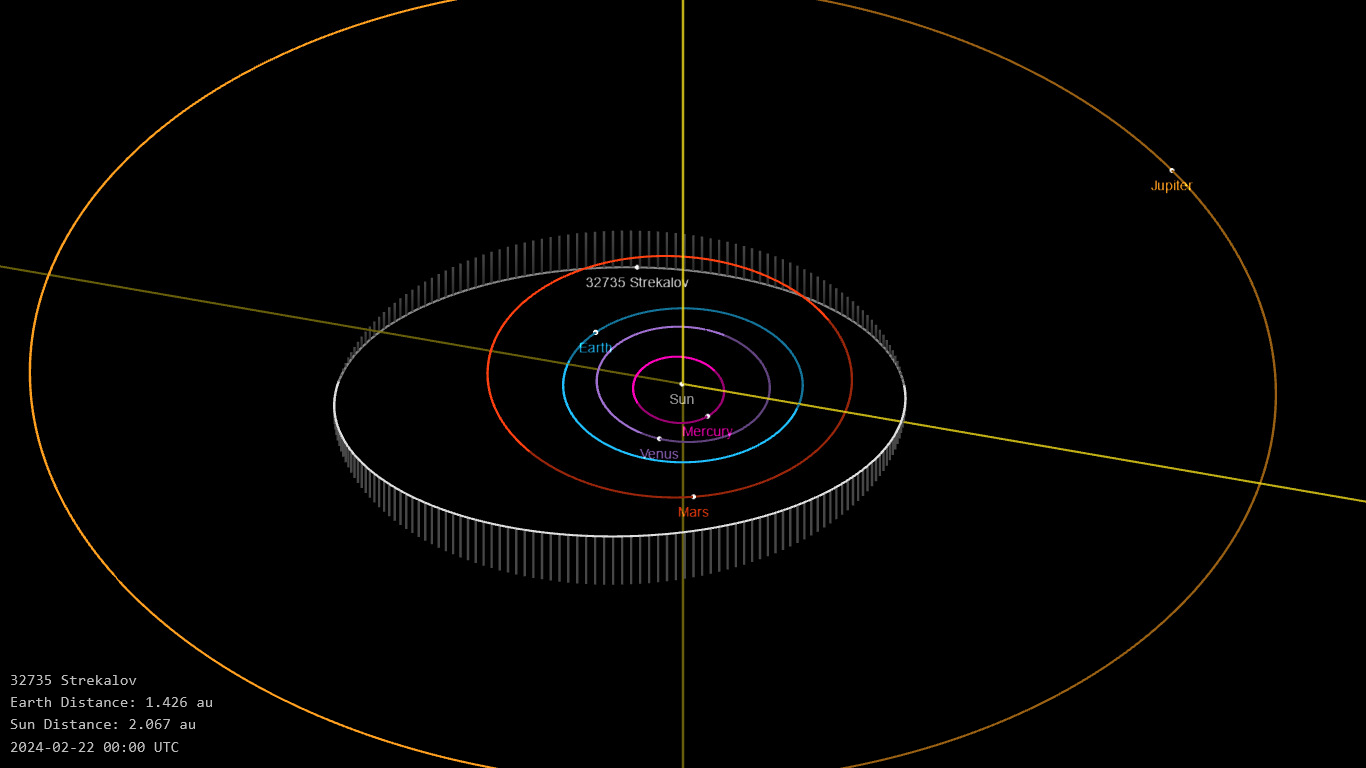
Орбита астероида Стрекалов и его положение в Солнечной системе

## Физические характеристики
Астероид относится к таксономическому классу S.
По результатам наблюдений в видимом и ближнем инфракрасном диапазоне космического телескопа NEOWISE диаметр астероида оценивался равным 7,869±0,145 км, 7,36±1,91 км, 6,488±1,497 км, 8,36±2,40 км и 6,90±2,16 км. Согласно тем же источникам альбедо оценивается как 0,0543±0,0099, 0,04±0,02, 0,0793±0,0541, 0,054±0,010, 0,030±0,020 и 0,059±0,064.